# Emoia kitcheneri
Emoia kitcheneri là một loài thằn lằn trong họ Scincidae. Loài này được How, Smith & Saleh miêu tả khoa học đầu tiên năm 1998.